# Les Sans visas
Les Sans-Visas, est un groupe camerounais de makossa. Il est initié par l'artiste musicien Petit-Pays au début des années 1990. Il a cette particularité d'avoir révélé de nombreux jeunes artistes camerounais de plusieurs générations. 

## Histoire

### Débuts

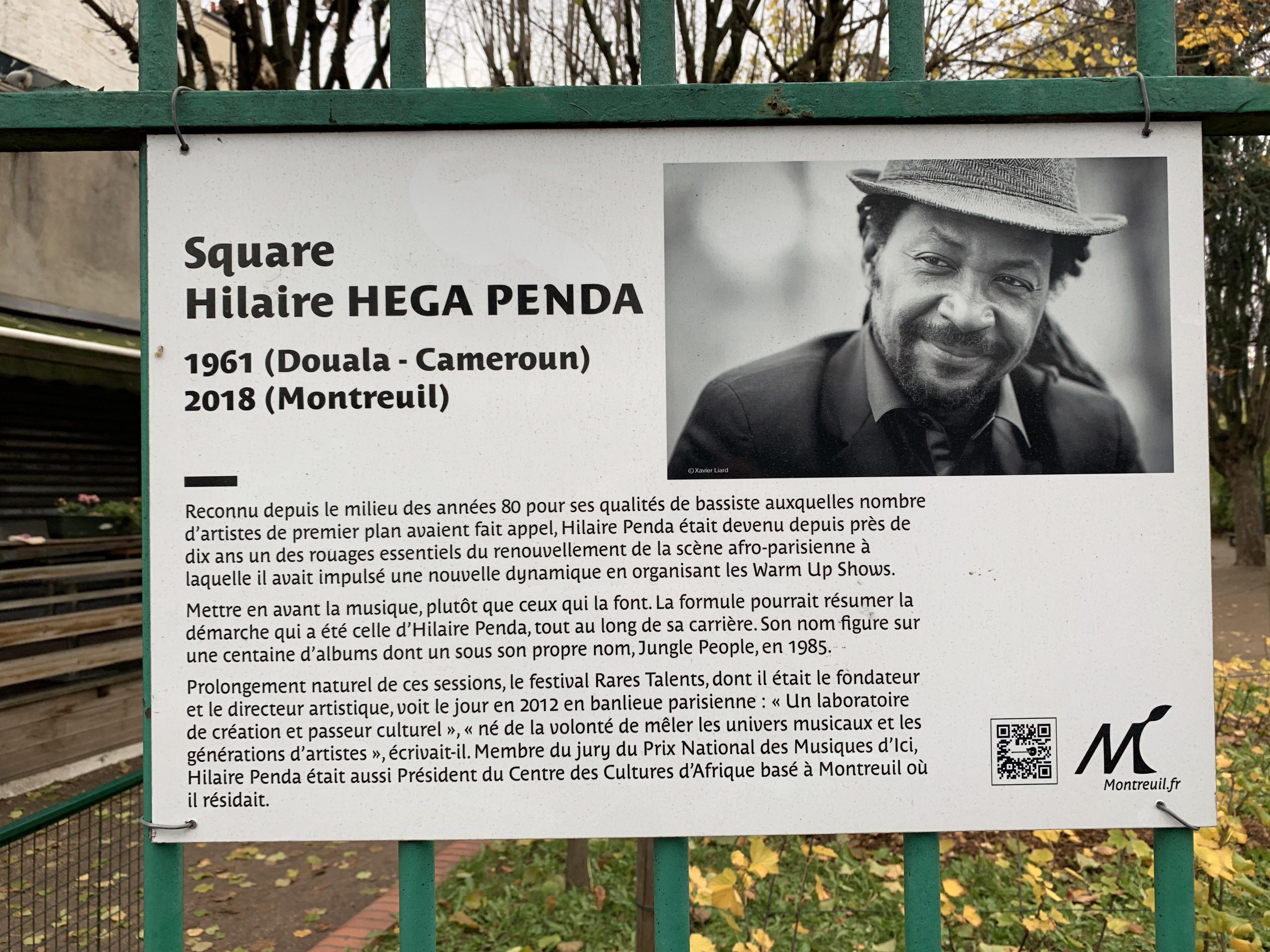
Hilaire Penda, bassiste, collabore avec Petit-Pays dans les albums Avant-goût (1993) et Le Meilleur des meilleurs (1994).

Petit-Pays s'inspire de son expérience infructueuse en France, où il est rapatrié, à raison de sa situation de sans papier. Le groupe s'appelle au départ Les Sans-Visas de Paris, avant d'opter finalement pour la dénomination actuelle Les Sans-Visas. C'est après trois albums solo que l'artiste décide de mettre en place cet orchestre.
Les artistes qui constituent l'orchestre du groupe, pour la production de l'album Avant-Goût sorti en 1993 sont Jomby Opango, Bobby Nguime James, le bassiste Hilaire Penda et le guitariste Paolo Pondy.
En 1994, certains membres sont maintenus pour la participation à la production de l'album Le Meilleur des Meilleurs. Le groupe est alors constitué de cinq membres : le guitariste Paolo Pondy, les pianistes Laurent Culotto et Fabrice Hannequin (Tiffa), et les bassistes Hilaire Penda et Ebeny Donald. 
En 1995, invité à une soirée au Lycée Joss, Petit-Pays à son arrivée constitue sur place un groupe appelé Les Krushi. Le groupe se compose de cinq musiciens : Jojo Moussio, Aubin Sandjo, Kool Bass, Henri Dinna et Sylvain Ngondi. Plus tard, Petit-Pays confie la responsabilité du groupe à Sylvain Ngondi, encore élève au Collège Libermann. Petit-Pays aurait recommandé à ce dernier de ramener ses amis, pour faire partie d'un projet. 
Sylvain Ngondi fait ainsi venir dans le groupe, le bassiste Marcel Sosso, le batteur Marcel Mouangue (plus tard remplacé par Alex Bodjongo), les pianistes Benjo Zibi de Yaoundé et Innocent (plus tard remplacé par Emile Nke) et aux chœur Vicky Kwin, Nicole Mara et plus tard Henri Dinna. Peu après, Sylvain Ngondy ramène en renfort les chanteurs Samy Diko et Njohreur et l'instrumentaliste Jeannot Hen's. Pendant cette période, on ne parlera plus des Sans Visas de Paris, mais de Les Sans Visas de Petit-Pays. Cette cuvée enregistre son premier album Korta, Les Dignitaires. En 1996, avec cet album, le groupe est sacré meilleur orchestre musical à Libreville, au Gabon.

### Changements divers
En 1996, Samy Diko et Njohreur quittent le groupe pour poursuivre leur carrière solo. Kaisa Pakito et Emza font leur entrée dans le groupe. En 1997, cette génération enregistre L'Évangile. Chanteur principal à cette époque, Jojo Moussio quitte également le groupe.  Désormais c'est Kaisa Pakito qui assure le rôle de chanteur principal, choriste et animateur. En 1998, Henri Dinna quitte le groupe et une nouvelle vague fait son entrée. Il s'agit des chanteurs Junior Sengard, Monny Eka et Philippe Miloko, Hausa Drums, le guitariste Hervé Nguebo (Nguebo Solo), Baby Bass et le pianiste Pierre Ngome.
En 1999, après la sortie de l'album Esuwa, le groupe connait encore une fois des départs, ceux de Sylvain Ngondy, Kaisa Pakito et une dizaine d'autres. Ces derniers s'en iront former leur groupe sous l'appellation Les Sans Avis. Mais le groupe ne connaîtra pas le même succès que leur ancien groupe.
Encore chef d'orchestre des Sans visas, Sylvain Ngondi fait aussi ses bagages et c'est Jeannot Hen's qui prendra les responsabilités du groupe. Assisté de Zibi de Yaoundé, il procède au recrutement de Xavier Lagaf, Guizot, Feelingué, Mathematik, Bisou Bass, Eric Laforme, Sony 007 et Quamey Naimro.
C'est autour de Jeannot Hen's de partir du groupe pour une carrière solo. Il incombera par conséquent à Zibi de Yaoundé la responsabilité de conduire le groupe, mais il ira s'installer en Europe. De ce fait, Quamey Naimro devient le chef d'orchestre. C'est également en cette période que des come-back sont enregistrés, dont ceux de Kaisa Pakito et de Monny Eka. Par ailleurs, Naimro renforce le groupe avec les arrivées de Tity Mosely et Pako Bass. En 2003, ils font partie de l'enregistrement de l'album Ennemi Public.
En 2004, Les Sans visas dévoilent l'album Embouteillage et encore une fois, les départs du groupe se font. Quamey Naimro, avec Tity Mosely, Paco Bass, Eric Drums et Fils Unik quittent le groupe et forment ensemble les 100VISA AKDEMIA. En même temps, sont intégrés dans le groupe Achille Botofogo et Jean-Pierre Fiang. En 2014, Petit-Pays forme Génération Effatta sans visas junior. En 2018, avec le groupe, il produit l'album Casser la baraque.

## Artistes musiciens phares
Depuis sa création, le groupe Les Sans Visas voit passer de nombreux jeunes artistes dont la plupart sont partis pour une carrière solo. Ils sont des noms majeurs de la scène musicale camerounaise. Parmi eux, les chanteurs Samy Diko, Njohreur, Nicole Mara, Kaisa Pakito, Hervé Nguebo, Junior Sengard, Philippe Miloko et bien d'autres.

## Discographie
- 1995 : Korta (Les Dignitaires)
- 1997 : L'Évangile
- 1999 : Esuwa
- 2001 : Y a pas Match
- 2003 : Ennemi Public
- 2004 : Embouteillage